# Elezioni comunali in Toscana del 2005
Le elezioni comunali in Toscana del 2005 si tennero il 3 e 4 aprile.

## Lucca

### Pietrasanta
| Candidati                       | Candidati                   | Voti                        | %     | Liste                   | Voti   | %     | Seggi |
| ------------------------------- | --------------------------- | --------------------------- | ----- | ----------------------- | ------ | ----- | ----- |
|                                 | Massimo Mallegni            | 9.902                       | 60,28 | Forza Italia            | 5.347  | 36,58 | 8     |
| Alleanza Nazionale              | Massimo Mallegni            | 9.902                       | 60,28 | 1.903                   | 13,02  | 3     |       |
| Unione di Centro                | Massimo Mallegni            | 9.902                       | 60,28 | 849                     | 5,81   | 1     |       |
| Partito Repubblicano Italiano   | Massimo Mallegni            | 9.902                       | 60,28 | 363                     | 2,48   | -     |       |
| Libera Proposta                 | Massimo Mallegni            | 9.902                       | 60,28 | 274                     | 1,87   | -     |       |
| Lega Nord                       | Massimo Mallegni            | 9.902                       | 60,28 | 93                      | 0,64   | -     |       |
| Partito Pensionati              | Massimo Mallegni            | 9.902                       | 60,28 | 52                      | 0,36   | -     |       |
|                                 | Carlo Carli                 | 6.526                       | 39,72 | Democratici di Sinistra | 2.052  | 14,04 | 4     |
| Rifondazione Comunista          | Carlo Carli                 | 6.526                       | 39,72 | 1.160                   | 7,94   | 1     |       |
| La Margherita                   | Carlo Carli                 | 6.526                       | 39,72 | 1.043                   | 7,14   | 1     |       |
| Comunisti Italiani              | Carlo Carli                 | 6.526                       | 39,72 | 545                     | 3,73   | 1     |       |
| Uniti per Pietrasanta con Carli | Carlo Carli                 | 6.526                       | 39,72 | 427                     | 2,92   | -     |       |
| Federazione dei Verdi           | Carlo Carli                 | 6.526                       | 39,72 | 335                     | 2,29   | -     |       |
| Italia dei Valori               | Carlo Carli                 | 6.526                       | 39,72 | 77                      | 0,53   | -     |       |
| Repubblicani Europei            | Carlo Carli                 | 6.526                       | 39,72 | 56                      | 0,38   | -     |       |
| Socialisti Democratici Italiani | Carlo Carli                 | 6.526                       | 39,72 | 41                      | 0,28   | -     |       |
| Seggio al candidato sindaco     | Seggio al candidato sindaco | Seggio al candidato sindaco | 39,72 | 1                       |        |       |       |
| Totale                          | Totale                      | 16.428                      | 100   |                         | 14.617 | 100   | 20    |